# 帕拉贾内洛
帕拉贾内洛（義大利語：Palagianello），是意大利塔兰托省的一个市镇。总面积43平方公里，人口7896人，人口密度183.6人/平方公里（2009年）。ISTAT代码为073020。